# Черо (Перуђа)
Черо (итал. Cerro) је насеље у Италији у округу Перуђа, региону Умбрија.
Према процени из 2011. у насељу је живело 107 становника. Насеље се налази на надморској висини од 164 м.